# Imeni Tamarovskogo
Imeni Tamarovskogo (en ruso: Имени Тамаровского) es un jútor del raión de Primorsko-Ajtarsk del krai de Krasnodar en el sur de Rusia. Está situado a orillas de una entrada del Mar de Azov donde se halla la desembocadura del río Beisug a través del limán Beisugski, 17 km al este de Primorsko-Ajtarsk y 113 km al norte de Krasnodar, la capital del krai. Tenía 607 habitantes en 2010.
Pertenece al municipio Brinkovskoye.

## Historia
En la década de 1980 tenía 460 habitantes.